# Arganzuela-Planetario
Arganzuela-Planetario è una stazione della linea 6 della metropolitana di Madrid. Si trova nel distretto Arganzuela di Madrid.

## Storia
La stazione è stata costruita tra le già esistenti stazioni di Legazpi e Méndez Álvaro. Fu dunque necessario interrompere un tratto della linea tra l'estate e il mese di dicembre del 2006 per portare a termine i lavori. La necessità di costruire questa stazione si deve a due fattori principali:
- la nascita del Barrio de los Metales, inesistente fino al 2000, in una zona poco abitata perché zona industriale.
- grande distanza tra le stazioni di Legazpi e Méndez Álvaro.

La stazione venne inaugurata il 26 gennaio 2007.

## Accessi
Ingresso Arganzuela-Planetario
- Bronce Calle Bronce, 1A